# Tzemen
Tzemen är en ort i Mexiko.   Den ligger i kommunen San Juan Cancuc och delstaten Chiapas, i den sydöstra delen av landet, 800 km öster om huvudstaden Mexico City. Tzemen ligger 1 691 meter över havet och antalet invånare är 186.
Terrängen runt Tzemen är kuperad norrut, men söderut är den bergig. Tzemen ligger uppe på en höjd. Runt Tzemen är det ganska tätbefolkat, med 62 invånare per kvadratkilometer. I omgivningarna runt Tzemen växer i huvudsak städsegrön lövskog.